# 10128 Bro
10128 Bro este un asteroid din centura principală, descoperit pe 19 martie 1993, de UESAC.